# Tumulus de l'Hermitage
Le Tumulus de l'Hermitage est un tumulus de Guiscriff, dans le Morbihan en France.

## Localisation
Le mégalithe est situé dans un champ, en bordure de la rue de la Source.

## Description
L'édifice se présente comme un tertre très arasé, culminant au mieux à 1 m au-dessus du sol naturel.

## Historique
Le monument date de l'Âge du bronze.
Le tumulus est classé au titre des monuments historiques par arrêté du 21 mai 1957.